# Strimdyna
Strimdyna (Scirrhia rimosa) är en svampart som först beskrevs av Alb. & Schwein., och fick sitt nu gällande namn av Karl Wilhelm Gottlieb Leopold Fuckel 1870. Enligt Catalogue of Life ingår Strimdyna i släktet Scirrhia, ordningen Capnodiales, klassen Dothideomycetes, divisionen sporsäcksvampar och riket svampar, men enligt Dyntaxa är tillhörigheten istället släktet Scirrhia, familjen Dothideaceae, ordningen Dothideales, klassen Dothideomycetes, divisionen sporsäcksvampar och riket svampar. Arten är reproducerande i Sverige. Inga underarter finns listade i Catalogue of Life.